# 大花车轴草
大花车轴草（学名：Trifolium eximium）为豆科车轴草属下的一个种。

## 扩展阅读
- 維基物種上的相關：大花车轴草